# 第4連隊 (ロシア国内軍)
ロシア国内軍第4連隊（4-й полк）は、独立作戦任務師団の連隊の1つ。元騎兵部隊だったこともあり、ソ連時代、重要人物の葬列の警護も担当していた。

## 沿革
- 1921年：前身である第1騎兵中隊編成。後に大隊に改編。ゲーペーウー（GPU）の任務を遂行。
- 1924年2月：騎兵連隊に改編。後に作戦連隊となる。
- 1924年6月：特別任務支隊（後の師団）に編入。
- 1920年代～1930年代：チェリャビンスク、エリスト、サラトフ、中央チェルノゼム州で集団化作業に従事。アゼルバイジャン、チェチェンの反乱軍の鎮圧。ソ・フィン戦争に投入。
- 1941年：モスクワ市の警備。
- 1942年：主として狙撃手の養成に従事。
- 1944年6月：ドイツ兵捕虜をモスクワ市へ護送。
- 1950年代：重要施設の警備任務に復帰。
- 1954年：自動車化狙撃連隊に改編。
- 1957年：世界学生フェスティバルの警備。
- 1960年代：東ドイツ、ブルガリア、中国、ベトナム、フィンランド、キューバへの特殊貨物の警備。
- 1966年：地震のための災害派遣。
- 1980年：モスクワ五輪の警備。
- 1985年：世界学生フェスティバルの警備。
- 1989年：地震のための災害派遣。
- 1980年代～1990年代：アルメニア・アゼルバイジャン紛争、オセチア・イングーシ紛争に投入。
- 1995～1996年：第1次チェチェン戦争に投入。
- 2001～2002年：チェチェン共和国内において、対テロ作戦。